# Бунешть (Васлуй)
Бунешть, Бунешті (рум. Bunești) — село у повіті Васлуй в Румунії. Входить до складу комуни Бунешть-Аверешть.
Село розташоване на відстані 303 км на північний схід від Бухареста, 28 км на північний схід від Васлуя, 46 км на південний схід від Ясс.

## Населення
За даними перепису населення 2002 року у селі проживали 1359 осіб, усі — румуни. Усі жителі села рідною мовою назвали румунську.